# Stylopalpia
Stylopalpia is een geslacht van vlinders van de familie snuitmotten (Pyralidae), uit de onderfamilie Phycitinae.

## Soorten
- S. argentinensis Heinrich, 1956
- S. costalimai Almeida., 1960
- S. luniferella Hampson, 1901
- S. scobiella Grote, 1880